# ارسلان‌بکوو
ارسلان‌بکوو (انگلیسی: Arslanbekovo) یک شهرک در شهرستان بورایفسکی باشقیرستان کشور روسیه است.